# ウスバゼニゴケ科
ウスバゼニゴケ科（Blasiaceae）は、ウスバゼニゴケ目に分類されるコケ植物の一分類群。ウスバゼニゴケとシャクシゴケの2種のみを含む小さな科である。

## 分類
かつての分類体系では、ウスバゼニゴケ科はミズゼニゴケ科やフタマタゴケ科と同じくフタマタゴケ目（Metzgeriales）に含めていたが、分子系統学的な解析の結果によって、ゼニゴケ綱に分類されるウスバゼニゴケ目として独立した分類群として扱うことが提唱された。

## 特徴
ウスバゼニゴケ科の2種は、どちらも葉状体内に藍藻（ネンジュモ）の一種が共生していることが知られている。このような藍藻との共生関係をもつ苔類は他になく、特異な生態として知られている。
植物体はうすい葉状体からなり、湿った崖面などに生育している。

## 下位分類
以下の2属2種が知られている。
- ウスバゼニゴケ属 - ウスバゼニゴケ1種のみ。北半球に広く分布[3]。
- シャクシゴケ属 - シャクシゴケ1種のみ。日本固有[3]。